# Liga Independente das Escolas de Samba de Joaçaba e Herval d'Oeste
A Liga Independente das Escolas de Samba de Joaçaba e Herval d'Oeste (LIESJHO) foi fundada em 4 de Junho de 1996, visando uma melhor adequação do carnaval de rua, cujo crescimento era acentuado.
O carnaval de rua de Joaçaba, tem uma longa história e desde a década de 70 ele já despertava a atenção da região oeste de Santa Catarina, transformando-se, a partir de 1990, no melhor carnaval do estado.
Pequenas Escolas de Samba, que representavam os bairros, transformaram-se em três grandes escolas, unindo os municípios de Joaçaba e de Herval d'Oeste, que são separados apenas pelo Rio do Peixe.
A partir dessa nova formatação e com a criação da Liga Independente das Escolas de Samba, o Carnaval de Rua de Joaçaba ganhou nova projeção e o evento passou a ter um perfil extremamente profissional, já que toda a sua estrutura, organização e desenvolvimento tem como referencial o maior carnaval do mundo, que é o carnaval do Rio de Janeiro.
A LIESJHO - Liga Independente das Escolas de Samba de Joaçaba e Herval D'oeste, procurou implementar uma série de melhorias ao evento, tanto no aspecto técnico como artístico, o que tem contribuído, acentuadamente, para o seu grande sucesso.

## As Escolas de Samba
| Escola                 | Ref.  |
| ---------------------- | ----- |
| Aliança                | [ 1 ] |
| Dragões do Grande Vale | [ 1 ] |
| Vale Samba}}           | [ 1 ] |
| Unidos do Herval       | [ 1 ] |